# ماتابيليلاند
ماتابيليلاند هي منطقة في غرب وجنوب غرب زيمبابوي، وتقع بين كل من نهر ليمبوبو في الشمال ونهر زمبيزي في الجنوب. تقدر مساحة المنطقة بـ 181 605 كم². بلغ عدد السكان عام 1992 بـ 300 855 1 ساكن. تنقسم إلى قسمين: ماتابيليلاند الشمالية وماتابيليلاند الجنوبية. وتعتبر كل من بولاوايو العاصمة التاريخة للمنطقة وهوانجي المدينتان الأكثر أهمية في ماتابيليلاند. يغلب على هذه المنطقة الطابع الريفي. يكتسب المزارعون من مزارعهم القمح والتبغ والسكر والقطن والحبوب.